# انریکه موسکونی
انریکه موسکونی (انگلیسی: Enrique Mosconi؛ ۲۱ فوریهٔ ۱۸۷۷ – ۴ ژوئن ۱۹۴۰) یک دانشمند و سیاست‌مدار اهل آرژانتین بود.